# Disco 2000
Disco 2000 is een nummer van de Britse alternatieve rockband Pulp uit 1995. Het is de derde single van hun vijfde studioalbum Different Class.
Het dansbare nummer gaat over de jeugdherinneringen die zanger Jarvis Cocker heeft aan zijn vriendin Deborah Bone, die hij vaak versierde maar waar hij nooit indruk op kon maken. Cocker vroeg zich af wat er zou gebeuren als hij haar in het jaar 2000 zou ontmoeten, en in hoeverre ze dan zijn opgegroeid, vandaar ook de titel. "Disco 2000" werd in diverse Europese landen een hit. Het bereikte de 7e positie in thuisland het Verenigd Koninkrijk. In het Nederlandse taalgebied werden geen hitlijsten gehaald.